# Jawornica (Bułgaria)
Jawornica (bułg. Яворница) – wieś w Bułgarii, w obwodzie Błagojewgrad, w gminie Petricz. Według danych szacunkowych Ujednoliconego Systemu Ewidencji Ludności oraz Usług Administracyjnych dla Ludności, 15 czerwca 2020 roku miejscowość liczyła 806 mieszkańców.

## Archeologia
Na terenie wsi znaleziono pozostałości archeologiczne z czasów starożytności i średniowiecza. Na terenie Gryka czuka, na północ od wsi, znajduje się tracka nekropolia, składająca się z ośmiu kopców z późnego okresu epoki żelaza i starożytności.